# 滚石排行榜

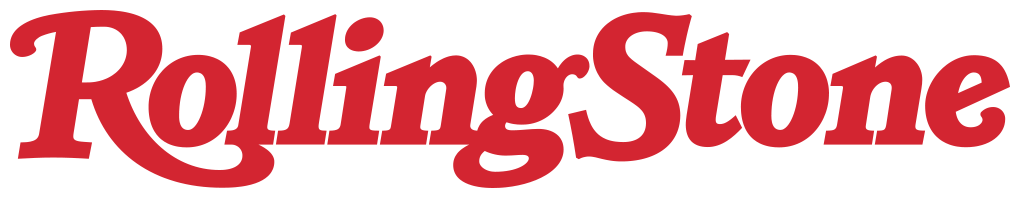
Logo of Rolling Stone magazine

滚石排行榜 展示了单曲或专辑在美国及其他地方的相对受欢迎程度，每期榜单都会刊载在《滚石》杂志上。所有排行榜的资料是由Alpha Data所收集。
《滚石》杂志宣布单曲排行榜原定于2019年5月13日正式成立，但该排行榜延至2019年7月2日开始成立。2021年10月21日，该排行榜正式终止运作。

## 排行榜

### 《滚石》百强单曲榜
2019年7月2日，《滚石》杂志宣布成立它们的单曲排行榜，第一首冠军单曲为利尔·纳斯·X的〈乡村老街〉。2021年10月21日，《滚石》杂志宣布终止他们的单曲排行榜，其最后一首冠军单曲为阿黛尔的〈宽容待我〉。